# Ljetnikovac
Ljetnikovac je luksuzno uređen stambeni objekt za ljetni odmor i razonodu.

## Općenito
Ljetnikovce su većinom gradile imućnije obitelji i to van većih gradova uz obale rijeka ili mora, na otocima, ali i u kopnenim područjima.
Najpoznatiji hrvatski ljetnikovci se nalaze na Jadranu, a najviše ih je u Dubrovniku i njegovoj okolici. Nastajali su za vrijeme Dubrovačke Republike.

## Poznati dubrovački ljetnikovci
- Ljetnikovac Petra Sorkočevića – Lapad
- Ljetnikovac Caboga – kod Sustjepana
- Ljetnikovac Sorkočević – ACI Marina Dubrovnik, Komolac
- Ljetnikovac Restić – Rožat
- Ljetnikovac Bizzaro – Komolac
- Ljetnikovac Ohmučević – Slano
- Ljetnikovci Gučetić, Menčetić, Sorkočević, Saraka i Lukarević – Zaton
- Ljetnikovci Bunić-Gradić – Gruž
- Ljetnikovac Zuzorić-Remedelli – Čibača
- Ljetnikovac Bozdari-Caboga-Škerplenda – Čajkovići
- Ljetnikovac Stjepović-Skočibuha – Šipan
- Ljetnikovac Gozze – Cavtat
- Ljetnikovac Gozze – Trsteno u kojem postoji i sljedeći natpis iz 1502. godine:

Dičim se susjedima, no još se više ponosim vodom, zdravim podnebljem i obradom svijetloga gospodara. Evo ti putniče, očitih tragova ljudskoga rada, gdje valjano umijeće usavršava divlju prirodu.

## Ostali poznati ljetnikovci
- Ljetnikovac Hanibala Lucića – Hvar
- Ljetnikovac Lantana – Ugljan
- Ljetnikovac Brlićevac – Slavonski Brod
- Ljetnikovac biskupa Josipa Galjufa – Zagreb

## Vanjske poveznice
Dubrovački renesansni perivoj  Arhivirana inačica izvorne stranice od 10. lipnja 2007. (Wayback Machine) pdf.